# Kuniščak
Kuniščak je bujični potok u Zagrebu. Izvire u podnožju planine Medvednice, prolazi kroz grad i utječe u rijeku Savu. Ranije u povijesti grada, na Kuniščaku su se nalazili mnogi mlinovi, kojima je od početka 19. stoljeća upravljao zagrebački mlinarski i pekarski ceh. Sredinom 20. stoljeća, veći dio potoka nadsvođen je i prekriven novim ulicama i šetalištima, uključujući čitav tok južno od Ilice. Među ulicama koje se nalaze nad Kuniščakovim koritom su ulica Kuniščak, Krapinska ulica, Trešnjevački trg (potok teče ispod tržnice) i Šetalište Jurija Gagarina. Kuniščak je nekad utjecao slijevao u Savicu, Savin rukavac na području današnje Trnjanske Savice i Folnegovićevog naselja koji je nestao u izgradnji savskog nasipa nakon razorne zagrebačke poplave 1964. godine. Nasipom je dio rukavca pretvoren u jezera Savica.
Potok je u zagrebačkom sustavu obrane od poplava. Gornji tok kontroliran je retencijom Kuniščak, kojom se prilikom kišnih oluja usporava bujični tok i snižava vodostaj nizvodno, u gradu, dok kanalizirani donji tok, u koji utječe voda iz mnogih drugih zagrebačkih potoka, istječe u Savu na brani Kuniščak koja je izgrađena nakon 1977. Tijekom poplave 2020. godine brana Kuniščak bila je zatvorena i mjerodavne osobe nisu organizirale dežurstvo, stoga su stanonovnici obližnjih kuća provalili u zgradu brane kako bi ju sami otvorili podigli i ispustili poplavne vode koje su se u gradu nakupile u Savu. Uslijedila je kontroverza oko toga tko je odgovoran za taj propust.

## Vezani članci
- Dodatak:Popis zagrebačkih potoka

## Vanjske poveznice
- Nenatkriveni dio Kuniščaka na OpenStreetMapu